# Verlengde Hereweg 33 (Groningen)

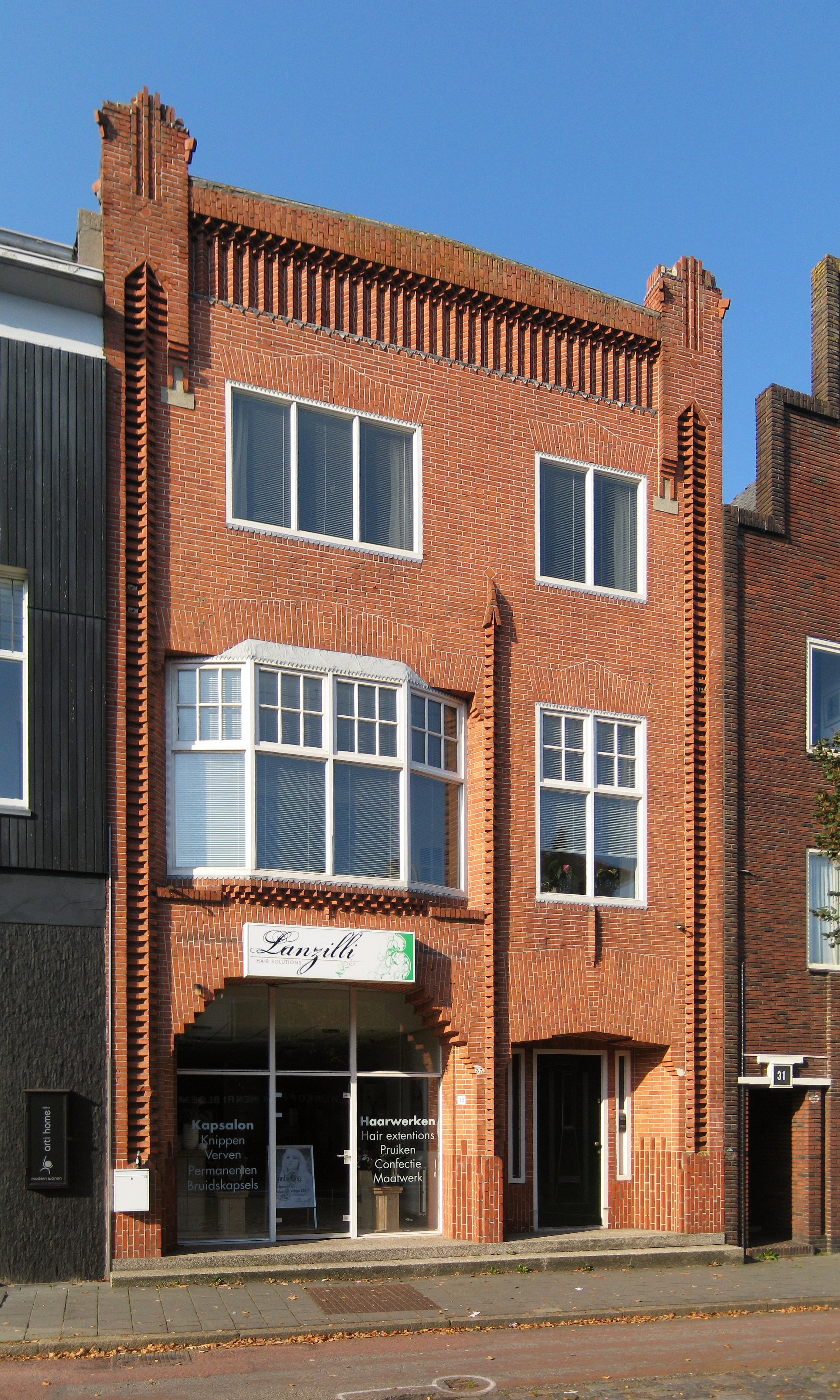
Verlengde Hereweg 33 in 2011

Het pand Verlengde Hereweg 33 in de stad Groningen is een voormalige directeurswoning in expressionistische stijl, die is aangewezen als rijksmonument.

## Beschrijving
De woning, die aan de westzijde van de Verlengde Hereweg in de zuidelijke wijk Helpman staat, werd gebouwd in 1917 naar een ontwerp van de Groninger architect M.G. Eelkema (1883-1930). Hij deed dat in opdracht van J.E. van Hasselt (1874-1942), de eigenaar-directeur van de indertijd achter het pand gelegen tricotagefabriek Nederland, waarvoor het gebouw ook als poortwoning moest dienen.
De woning, die is gebouwd op een rechthoekig grondplan, bestaat uit drie bouwlagen onder een plat dak. De voorgevel is uitgevoerd in rode baksteen, heeft een in staand verband gemetselde borstwering en is twee traveeën breed. Deze worden van elkaar gescheiden door een met reliëfmetselwerk versierd penant, dat over de onderste twee bouwlagen doorloopt. Ook de beide hoeken van de voorgevel zijn gedecoreerd met penanten, eveneens voorzien van reliëfmetselwerk. Deze worden op de tweede verdieping beëindigd door halfsteens verspringende toppen, waarin ook siermetselwerk is aangebracht.
In de linkertravee, die breder is dan de rechter, bevond zich op de begane grond vroeger de ingangspoort. Deze is verbouwd tot pui, waarbij een oorspronkelijk in de poort aangebracht metalen hek en lamp zijn verwijderd. In de rechtertravee bevindt zich de ingangsportiek met daarin een bewerkte houten voordeur en smalle zijlichten. Zowel boven de pui als boven de portiek zijn hoge uitkragende strekken gemetseld. Op de eerste verdieping is boven de voormalige poort een ondiepe houten erker met een rechtgesloten vierdelig raam geplaatst, waarvan de zijlichten enigszins verdiept in de gevel liggen. De erker is aan de onderzijde gedecoreerd met reliëfmetselwerk met muizentanden en erboven is een hoge strek aangebracht, net als boven het rechtgesloten tweedelige raam ernaast. De vensters op de eerste verdieping zijn voorzien van bovenlichten met een roedenverdeling. Boven de rechtgesloten ramen op de tweede verdieping zijn eveneens strekken gemetseld. De voorgevel wordt aan de dakzijde afgesloten door een fries met muizentanden en daarboven een in staand verband uitgevoerde en licht trapeziumvormige top.
De achtergevel en het interieur van de woning zijn van ondergeschikt belang. Aan de achterzijde zijn later een aanbouw en op de eerste verdieping een serre geplaatst, die buiten de bescherming vallen.
Waardering
De voormalige directeurswoning is in 1994 aangewezen als rijksmonument "vanwege zijn cultuurhistorische en architectuurhistorische waarde vanwege de stilistische kwaliteit van het ontwerp" en "vanwege zijn betekenis voor de sociaal-economische geschiedenis van het vroegere dorp Helpman".